# Список пищевых добавок E1000 — E1999

## E1000-E1999
Пищевые добавки. Дополнительные вещества. В том числе антифламинги.
| Индекс | Название вещества                                                                              | Английское название                                                                                    | Технологические функции                                                                            |
| ------ | ---------------------------------------------------------------------------------------------- | --- | -------------------------------------------------------------------------------------------------- |
| E1000  | Холевая кислота                                                                                | en:Cholic Acid                                                                                         | эмульгатор                                                                                         |
| E1001  | Холин, соли и эфиры                                                                            | Choline salts and esters                                                                               | эмульгатор                                                                                         |
| E1100  | Амилазы                                                                                        | en:Amylase                                                                                             | улучшитель муки и хлеба                                                                            |
| E1101  | Протеазы: (i) протеаза (ii) папаин (iii) бромелайн (iv) фицин                                  | en:Proteases: (i) en:Protease (ii) en:Papain (iii) en:Bromelain (iv) en:Ficin                          | улучшитель муки и хлеба стабилизатор, ускоритель созревания мяса и рыбы, усилитель вкуса и аромата |
| E1102  | Глюкозооксидаза                                                                                | en:Glucose Oxidase                                                                                     | антиокислитель                                                                                     |
| E1103  | Инвертазы                                                                                      | en:Invertases                                                                                          | стабилизатор                                                                                       |
| E1104  | Липазы                                                                                         | en:Lipasess                                                                                            | усилитель вкуса и аромата[уточнить]                                                                |
| E1105  | Лизоцим                                                                                        | en:Lysozyme                                                                                            | консервант                                                                                         |
| E1200  | Полидекстрозы А и N                                                                            | en:Polydextroses A and N                                                                               | наполнитель, стабилизатор, загуститель, влагоудерживающий агент, текстуратор                       |
| E1201  | Поливинилпирролидон                                                                            | en:Polyvinylpyrrolidone                                                                                | загуститель, стабилизатор, осветлитель, диспергирующий агент                                       |
| E1202  | Поливинилполипирролидон                                                                        | en:Polyvinylpolypyrrolidone                                                                            | загуститель, стабилизатор, осветлитель, диспергирующий агент                                       |
| E1203  | Поливиниловый спирт                                                                            | en:Polyvinyl alcohol                                                                                   | влагоудерживающий агент, глазирователь                                                             |
| E1204  | Пуллулан                                                                                       | en:Pullulan                                                                                            | глазирователь, загуститель                                                                         |
| E1400  | Декстрины, крахмал, обработанный термически, белый и жёлтый                                    | en:Dextrins, roasted starch white and yellow                                                           | стабилизатор, загуститель, связующее                                                               |
| E1401  | Крахмал, обработанный кислотой                                                                 | Acid-treated starch                                                                                    | стабилизатор, загуститель, связующее                                                               |
| E1402  | Крахмал, обработанный щелочью                                                                  | en:Alkaline modified starch                                                                            | стабилизатор, загуститель, связующее                                                               |
| E1403  | Крахмал отбеленный                                                                             | en:Bleached starch                                                                                     | стабилизатор, загуститель, связующее                                                               |
| E1404  | Окисленный крахмал                                                                             | en:Oxidized starch                                                                                     | эмульгатор, загуститель, связующее                                                                 |
| E1405  | Крахмал, обработанный ферментными препаратами                                                  | en:Enzyme treated starch                                                                               | загуститель                                                                                        |
| E1410  | Монокрахмалфосфат                                                                              | en:Monostarch phosphate                                                                                | стабилизатор, загуститель, связующее                                                               |
| E1411  | [Дикрахмалглицерин] «сшитый»                                                                   | en:Distarch glycerol                                                                                   | стабилизатор, загуститель                                                                          |
| E1412  | Дикрахмалфосфат, этерифицированный тринатрийметафосфатом; этерифицированный хлорокисью фосфора | en:Distarch phosphate esterified with sodium trimetasphosphate; esterified with phosphorus oxychloride | стабилизатор, загуститель, связующее                                                               |
| E1413  | Фосфатированный дикрахмалфосфат «сшитый»                                                       | en:Phosphated distarch phosphate                                                                       | стабилизатор, загуститель, связующее                                                               |
| E1414  | Дикрахмалфосфат ацетилированный «сшитый»                                                       | en:Acetylated distarch phosphate                                                                       | эмульгатор, загуститель                                                                            |
| E1420  | Крахмал ацетатный, этерифицированный уксусным ангидридом                                       | Starch acetate esterified with acetic anhydride                                                        | стабилизатор, загуститель                                                                          |
| E1421  | Крахмал ацетатный, этерифицированный винилацетатом                                             | Starch acetate esterified with vinyl acetate                                                           | стабилизатор, загуститель                                                                          |
| E1422  | Дикрахмаладипат ацетилированный                                                                | en:Acetylated Distarch Adipate                                                                         | стабилизатор, загуститель, связующее                                                               |
| E1423  | Дикрахмалглицерин ацетилированный                                                              | en:Acetylated distarch glycerol                                                                        | стабилизатор, загуститель, связующее                                                               |
| E1430  | Дикрахмалглицерин                                                                              | en:Distarch glycerine                                                                                  | стабилизатор, загуститель                                                                          |
| E1440  | Крахмал оксипропилированный                                                                    | en:Hydroxy propyl starch                                                                               | эмульгатор, загуститель, связующее                                                                 |
| E1441  | Гидроксипропил крахмала глицерин                                                               | en:Hydroxy propyl distarch glycerine                                                                   | эмульгатор, загуститель, связующее                                                                 |
| E1442  | Дикрахмалфосфат оксипропилированный «сшитый»                                                   | en:Hydroxy propyl distarch phosphate                                                                   | стабилизатор, загуститель                                                                          |
| E1443  | Дикрахмалглицерин оксипропилированный                                                          | en:Hydroxy propyl distarch glycerol                                                                    | стабилизатор, загуститель                                                                          |
| E1450  | Крахмала и натриевой соли октенилянтарной кислоты эфир                                         | en:Starch sodium octenyl succinate                                                                     | стабилизатор, загуститель, связующее, эмульгатор                                                   |
| E1451  | Ацетилированный окисленный крахмал                                                             | en:Acetylated oxidised starch                                                                          | эмульгатор, загуститель                                                                            |
| E1452  | Крахмала и алюминиевой соли октенилянтарной кислоты эфир                                       | | стабилизатор, глазирователь                                                                        |
| E1501  | Бензилированный гидрокарбон                                                                    | en:Benzylated hydrocarbons                                                                             | |
| E1502  | Бутан-1,3-диол                                                                                 | en:Butane-1,3-diol                                                                                     | |
| E1503  | Касторовое масло                                                                               | en:Castor oil                                                                                          | разделяющий агент                                                                                  |
| E1504  | Этилацетат                                                                                     | en:Ethyl acetate                                                                                       | |
| E1505  | Триэтилцитрат                                                                                  | en:Triethyl citrate                                                                                    | пенообразователь                                                                                   |
| E1510  | Этанол                                                                                         | en:Ethanol                                                                                             | |
| E1516  | Моноацетат глицерина                                                                           | en:Glyceryl monoacetate                                                                                | |
| E1517  | Диацетат глицерина (диацетин)                                                                  | en:Glyceryl diacetate or en:diacetin                                                                   | влагоудерживающий агент, наполнитель                                                               |
| E1518  | Триацетин                                                                                      | en:Glyceryl triacetate or en:triacetin                                                                 | влагоудерживающий агент                                                                            |
| E1519  | Бензиловый спирт                                                                               | en:Benzyl alcohol                                                                                      | наполнитель                                                                                        |
| E1520  | Пропиленгликоль                                                                                | en:Propylene glycol                                                                                    | влагоудерживающий, смягчающий и диспергирующий агент                                               |
| E1521  | Полиэтиленгликоль                                                                              | en:Polyethylene glycol                                                                                 | пеногаситель                                                                                       |
| E1525  | Гидроксиэтилцеллюлоза                                                                          | en:Hydroxy ethyl cellulose                                                                             | |

| Обозначения | | | | | |
| Exxx        | Вещество не входит в список пищевых добавок, разрешённых к применению в пищевой промышленности в Российской Федерации (Приложение 1 к СанПиН 2.3.2.1293-03)                                                             | Вещество не входит в список пищевых добавок, разрешённых к применению в пищевой промышленности в Российской Федерации (Приложение 1 к СанПиН 2.3.2.1293-03)                                                             | Вещество не входит в список пищевых добавок, разрешённых к применению в пищевой промышленности в Российской Федерации (Приложение 1 к СанПиН 2.3.2.1293-03)                                                             | Вещество не входит в список пищевых добавок, разрешённых к применению в пищевой промышленности в Российской Федерации (Приложение 1 к СанПиН 2.3.2.1293-03)                                                             | Вещество не входит в список пищевых добавок, разрешённых к применению в пищевой промышленности в Российской Федерации (Приложение 1 к СанПиН 2.3.2.1293-03)                                                             |
| Exxx        | Вещество входило в список пищевых добавок, допустимых к применению в пищевой промышленности Российской Федерации в период с 2003 года по 1 августа 2008 года (СанПиН 2.3.2.2364-08)                                     | Вещество входило в список пищевых добавок, допустимых к применению в пищевой промышленности Российской Федерации в период с 2003 года по 1 августа 2008 года (СанПиН 2.3.2.2364-08)                                     | Вещество входило в список пищевых добавок, допустимых к применению в пищевой промышленности Российской Федерации в период с 2003 года по 1 августа 2008 года (СанПиН 2.3.2.2364-08)                                     | Вещество входило в список пищевых добавок, допустимых к применению в пищевой промышленности Российской Федерации в период с 2003 года по 1 августа 2008 года (СанПиН 2.3.2.2364-08)                                     | Вещество входило в список пищевых добавок, допустимых к применению в пищевой промышленности Российской Федерации в период с 2003 года по 1 августа 2008 года (СанПиН 2.3.2.2364-08)                                     |
| Exxx        | Вещество входит в список пищевых добавок, допустимых к применению в пищевой промышленности Российской Федерации в качестве вспомогательного средства для производства пищевой продукции (п.2.25.2 СанПиН 2.3.2.1293-03) | Вещество входит в список пищевых добавок, допустимых к применению в пищевой промышленности Российской Федерации в качестве вспомогательного средства для производства пищевой продукции (п.2.25.2 СанПиН 2.3.2.1293-03) | Вещество входит в список пищевых добавок, допустимых к применению в пищевой промышленности Российской Федерации в качестве вспомогательного средства для производства пищевой продукции (п.2.25.2 СанПиН 2.3.2.1293-03) | Вещество входит в список пищевых добавок, допустимых к применению в пищевой промышленности Российской Федерации в качестве вспомогательного средства для производства пищевой продукции (п.2.25.2 СанПиН 2.3.2.1293-03) | Вещество входит в список пищевых добавок, допустимых к применению в пищевой промышленности Российской Федерации в качестве вспомогательного средства для производства пищевой продукции (п.2.25.2 СанПиН 2.3.2.1293-03) |
| Exxx        | Вещество входит в список пищевых добавок, запрещённых к применению в пищевой промышленности других стран, но допустимых в Российской Федерации                                                                          | Вещество входит в список пищевых добавок, запрещённых к применению в пищевой промышленности других стран, но допустимых в Российской Федерации                                                                          | Вещество входит в список пищевых добавок, запрещённых к применению в пищевой промышленности других стран, но допустимых в Российской Федерации                                                                          | Вещество входит в список пищевых добавок, запрещённых к применению в пищевой промышленности других стран, но допустимых в Российской Федерации                                                                          | Вещество входит в список пищевых добавок, запрещённых к применению в пищевой промышленности других стран, но допустимых в Российской Федерации                                                                          |